# Södra Riffelberget
Södra Riffelberget är en kulle i Finland.   Den ligger i den ekonomiska regionen  Helsingfors  och landskapet Nyland, i den södra delen av landet, 25 km sydväst om huvudstaden Helsingfors. Toppen på Södra Riffelberget är 13 meter över havet.
Terrängen runt Södra Riffelberget är platt. Havet är nära Södra Riffelberget åt sydost.  Närmaste större samhälle är Esbo, 18,0 km norr om Södra Riffelberget. 